# Ilha Bagabag
Bagabag é uma ilha na província de Madang, Papua-Nova Guiné, com um vulcão adormecido.
Bagabag tem 43 km a leste-nordeste a partir de Cape Croilles, na costa norte da península de Papua-Nova Guiné, e é a ilha mais próxima da ilha de Karkar, que fica a 18 km a noroeste. A ilha possui uma forma aproximadamente circular, com um diâmetro de cerca de 7 km. Tem uma área de 37 km². A característica proeminente da costa é New Year Bay, que corta o lado sudeste da ilha. De origem vulcânica, o terreno em Bagabaga consiste em encostas íngremes e com vegetação que se elevam a mais de 600 metros acima do nível médio do mar. Muitas partes das costas do norte, leste e sul estão confinadas por um recife tipo barreira a cerca de 2 km no mar; O recife é estreito e principalmente submerso.